# Best of The Corrs
Pour les articles homonymes, voir Best of.
Albums de The Corrs
In Blue
(2000) VH1 Presents: The Corrs, Live in Dublin
(2002)
Best of The Corrs est un album du groupe irlandais The Corrs qui regroupe ses meilleures chansons depuis leurs débuts.
Plusieurs titres ont été remixés ou enregistré en version instrumentale.

## Liste des morceaux
1. Would you be happier?
2. So young (K-Klass Remix)
3. Runaway
4. Breathless
5. Radio (Unplugged)
6. What can I do (Tin Tin Out Remix)
7. The right time
8. I never loved you anyway
9. Irresistible
10. Forgiven, not forgotten
11. Lough Erin shore
12. Only when I sleep
13. Love to love you
14. All the love in the world (Remix)
15. Everybody hurts (Unplugged)
16. Give me a reason
17. Dreams
18. Make you mine
19. Lifting me (non présent sur la version européenne)